# Metallata inexacta
Metallata inexacta là một loài bướm đêm trong họ Erebidae.